# ソナエ
終活読本 ソナエ（しゅうかつどくほん そなえ）は、産経新聞出版がかつて発行していた、終活をテーマにした日本初の季刊誌。

## 概要
2013年7月12日に創刊。相続や葬儀、供養、墓地選びといった終活に関する話題に加え、お墓の値段や引っ越し、寺院とのトラブル解決、有名人の終活インタビューなど、専門誌らしい切り口で編集されていたが、2022年春号のvol.36をもって休刊した。
第1号では、表紙と巻頭インタビューにタレントの壇蜜が登場。冠婚葬祭専門学校に通った経験や死生観を語った。そのほか、作家で葬祭業オーナーの一条真也、ジャーナリストの江川紹子、終活コンサルタントの吉川美津子、ミュージシャン(C-C-B)の渡辺英樹、第一生命経済研究所主席研究員（当時）の小谷みどりらのコラムを連載していた。
同誌のキャッチフレーズは「いつか迎える『その時』。」「人生を美しく仕上げるための季刊誌」「最期と死後の憂いをなくす専門季刊誌」など。

## 巻頭インタビュー登場者
| - vol.1（2013年夏号） - 壇蜜 - vol.2（2013年秋号） - 秋川雅史 - vol.3（2014年冬号） - 堀北真希 - vol.4（2014年春号） - 家田荘子 - vol.5（2014年夏号） - 山口もえ - vol.6（2014年秋号） - 役所広司 - vol.7（2015年冬号） - 南こうせつ - vol.8（2015年春号） - 池上季実子 - vol.9（2015年夏号） - 中尾ミエ - vol.10（2015年秋号） - 伊東四朗 - vol.11（2016年冬号） - 東ちづる - vol.12（2016年春号） - 大場久美子 | - vol.13（2016年夏号） - 巻頭インタビューなし - vol.14（2016年秋号） - 阿川佐和子 - vol.15（2017年冬号） - 三浦友和 - vol.16（2017年春号） - 石坂浩二 - vol.17（2017年夏号） - 財前直見 - vol.18（2017年秋号） - 岡村孝子 - vol.19（2018年冬号） - 柏木由紀子 - vol.20（2018年春号） - 名取裕子 - vol.21（2018年夏号） - 壇蜜 - vol.22（2018年秋号） - 佐々木蔵之介 - vol.23（2019年冬号） - 黒木瞳 - vol.24（2019年春号） - 宇崎竜童 | - vol.25（2019年夏号） - かたせ梨乃 - vol.26（2019年秋号） - 泉谷しげる - vol.27（2020年冬号） - 松下奈緒 - vol.28（2020年春号） - 佐藤浩市 - vol.29（2020年夏号） - 川中美幸 - vol.30（2020年秋号） - 若村麻由美 - vol.31（2021年冬号） - 片岡愛之助 - vol.32（2021年春号） - 宮崎美子 - vol.33（2021年夏号） - 赤井英和 - vol.34（2021年秋号） - 舞の海秀平 - vol.35（2022年冬号） - 堤真一 - vol.36（2022年春号） - 中江有里 |

## その他
オンライン版「終活WEBソナエ」では墓地紹介も行っていたが、2025年現在、同サイトは日本香堂に譲渡されている。